# Ultimate Ultimate 1996
The Ultimate Ultimate 2 (también conocido como Ultimate Ultimate 1996 y UFC 11.5) fue un evento de artes marciales mixtas producido por la Ultimate Fighting Championship (UFC). Tuvo lugar el 7 de diciembre de 1996 desde el Fair Park Arena en Birmingham, Alabama.

## Historia
La tarjeta incluyó un torneo de ocho hombres con tres peleas de suplentes, y fue el segundo torneo de la UFC "Ultimate Ultimate", que se celebró para encontrar a los mejores de los ganadores y subcampeones de los pasados eventos de UFC.

## Resultados
1. ↑  Nelmark reemplazó a Ken Shamrock, quien no pudo continuar debido a una mano lesionada.
2. ↑  Hall reemplazó a Kimo Leopoldo, quien no pudo continuar debido a la fatiga.
3. ↑  Shamrock no pudo continuar en el torneo debido a una fractura en la mano.
4. ↑  Leopoldo no pudo continuar en el torneo debido a la fatiga.

## Desarrollo
|  | Cuartos de final | Cuartos de final | Cuartos de final |                 |             | Semifinales | Semifinales | Semifinales |  |             | Final       | Final | Final |  |
|  |                  |                  |                  |                 |             |             |             |             |  |             |             |       |       |  |
|  |                  |                  |                  |                 |             |             |             |             |  |             |             |       |       |  |
|  | Ken Shamrock     | Ken Shamrock     | SUM              |                 |             |             |             |             |  |             |             |       |       |  |
|  | Ken Shamrock     | Ken Shamrock     | SUM              |                 |             |             |             |             |  |             |             |       |       |  |
|  | Brian Johnston   | Brian Johnston   | 5:48             |                 |             |             |             |             |  |             |             |       |       |  |
|  | Brian Johnston   | Brian Johnston   | 5:48             |                 | Tank Abbott | Tank Abbott | KO          |             |  |             |             |       |       |  |
|  |                  |                  |                  |                 | Tank Abbott | Tank Abbott | KO          |             |  |             |             |       |       |  |
|  |                  |                  | Steve Nelmark 1  | Steve Nelmark 1 | 1:03        |             |             |             |  |             |             |       |       |  |
|  | Tank Abbott      | Tank Abbott      | Steve Nelmark 1  | Steve Nelmark 1 | 1:03        | SUM         |             |             |  |             |             |       |       |  |
|  | Tank Abbott      | Tank Abbott      |                  |                 |             |             |             |             |  |             |             |       |       |  |
|  | Cal Worsham      | Cal Worsham      | 2:51             |                 |             |             |             |             |  |             |             |       |       |  |
|  | Cal Worsham      | Cal Worsham      | 2:51             |                 |             |             |             |             |  | Tank Abbott | Tank Abbott | 1:22  |       |  |
|  |                  |                  |                  |                 |             |             |             |             |  | Tank Abbott | Tank Abbott | 1:22  |       |  |
|  |                  |                  | Don Frye         | Don Frye        | SUM         |             |             |             |  |             |             |       |       |  |
|  | Don Frye         | Don Frye         | Don Frye         | Don Frye        | SUM         | SUM         |             |             |  |             |             |       |       |  |
|  | Don Frye         | Don Frye         |                  |                 |             |             |             |             |  |             |             |       |       |  |
|  | Gary Goodridge   | Gary Goodridge   | 11:19            |                 |             |             |             |             |  |             |             |       |       |  |
|  | Gary Goodridge   | Gary Goodridge   | 11:19            |                 | Don Frye    | Don Frye    | SUM         |             |  |             |             |       |       |  |
|  |                  |                  |                  |                 | Don Frye    | Don Frye    | SUM         |             |  |             |             |       |       |  |
|  |                  |                  | Mark Hall 2      | Mark Hall 2     | 0:20        |             |             |             |  |             |             |       |       |  |
|  | Kimo Leopoldo    | Kimo Leopoldo    | Mark Hall 2      | Mark Hall 2     | 0:20        | TKO         |             |             |  |             |             |       |       |  |
|  | Kimo Leopoldo    | Kimo Leopoldo    |                  |                 |             |             |             |             |  |             |             |       |       |  |
|  | Paul Varelans    | Paul Varelans    | 9:08             |                 |             |             |             |             |  |             |             |       |       |  |
|  | Paul Varelans    | Paul Varelans    | 9:08             |                 |             |             |             |             |  |             |             |       |       |  |
|  |                  |                  |                  |                 |             |             |             |             |  |             |             |       |       |  |

1Ken Shamrock se retiró debido a una lesión, y fue reemplazado por Steve

2Kimo Leopoldo se retiró debido a la fatiga, y fue reemplazado por Mark Hall.